# 德米特列
49°35′35″N 23°52′41″E / 49.59306°N 23.87806°E
德米特列（烏克蘭語：Дмитре），是烏克蘭西部的村莊，隸屬利維夫州的利維夫區。該村始建於1417年，面積1.93平方公里，海拔高度258米，人口680，人口密度每平方公里352.33人。